# Woodway (Texas)
Woodway es una ciudad ubicada en el condado de McLennan en el estado estadounidense de Texas. En el Censo de 2010 tenía una población de 8452 habitantes y una densidad poblacional de 498,14 personas por km².

## Geografía
Woodway se encuentra ubicada en las coordenadas 31°29′54″N 97°13′51″O / 31.49833, -97.23083. Según la Oficina del Censo de los Estados Unidos, Woodway tiene una superficie total de 16.97 km², de la cual 16.93 km² corresponden a tierra firme y (0.21%) 0.04 km² es agua.

## Demografía
Según el censo de 2010, había 8452 personas residiendo en Woodway. La densidad de población era de 498,14 hab./km². De los 8452 habitantes, Woodway estaba compuesto por el 91.33% blancos, el 2.91% eran afroamericanos, el 0.47% eran amerindios, el 2.17% eran asiáticos, el 0.08% eran isleños del Pacífico, el 1.68% eran de otras razas y el 1.36% pertenecían a dos o más razas. Del total de la población el 6.95% eran hispanos o latinos de cualquier raza.